# WTA Tour 2016
Il WTA Tour 2016 è un insieme di tornei femminili di tennis organizzati dalla Women's Tennis Association (WTA). Include i tornei del Grande Slam (organizzati in collaborazione con la International Tennis Federation), i Tornei WTA Premier, i Tornei WTA International, il torneo dei Giochi della XXXI Olimpiade, la Fed Cup (organizzata dall'ITF), il WTA Elite Trophy e il WTA Finals.

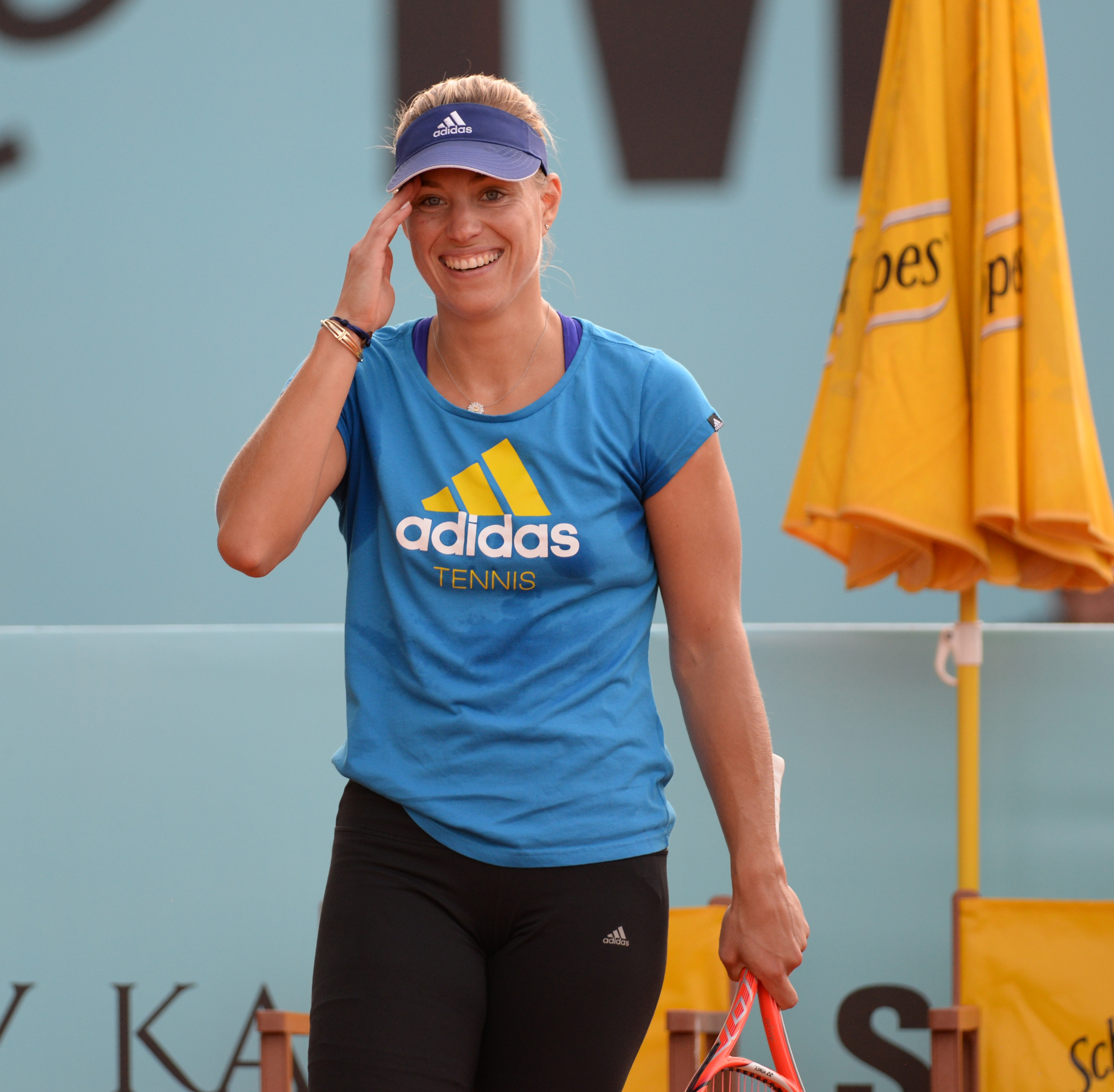
Angelique Kerber è la vincitrice dell'Australian Open e dell'US Open

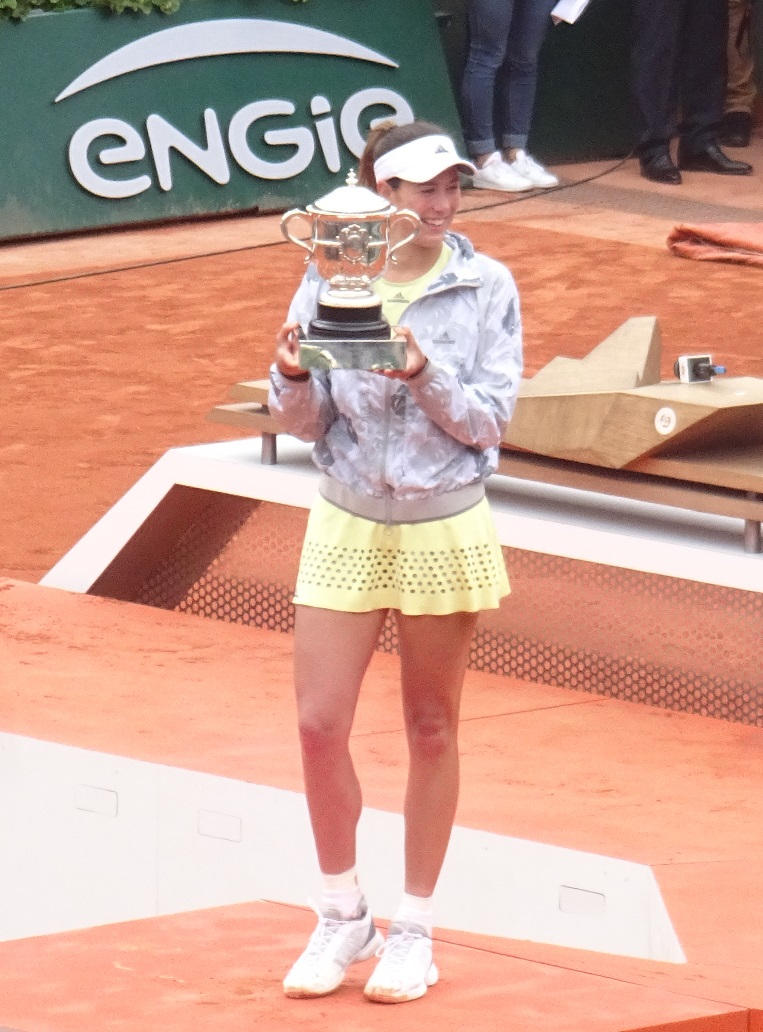
Garbiñe Muguruza è la vincitrice dell'Open di Francia

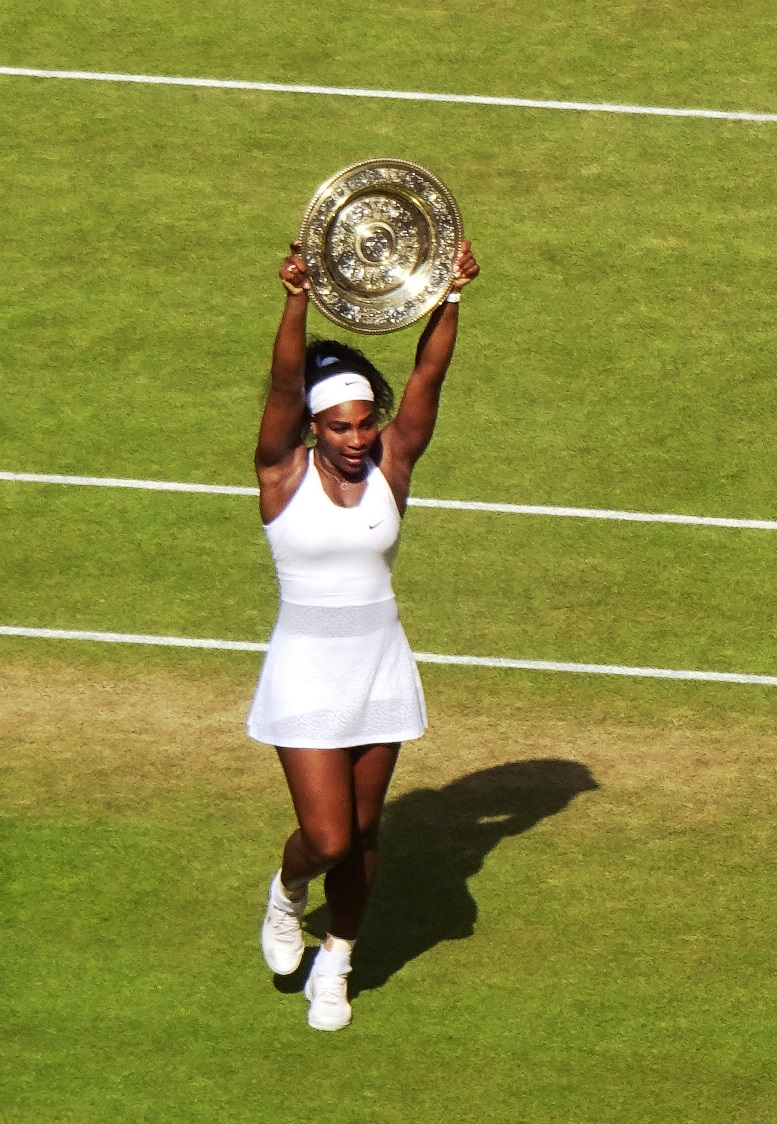
Serena Williams è la vincitrice del Torneo di Wimbledon

## Calendario

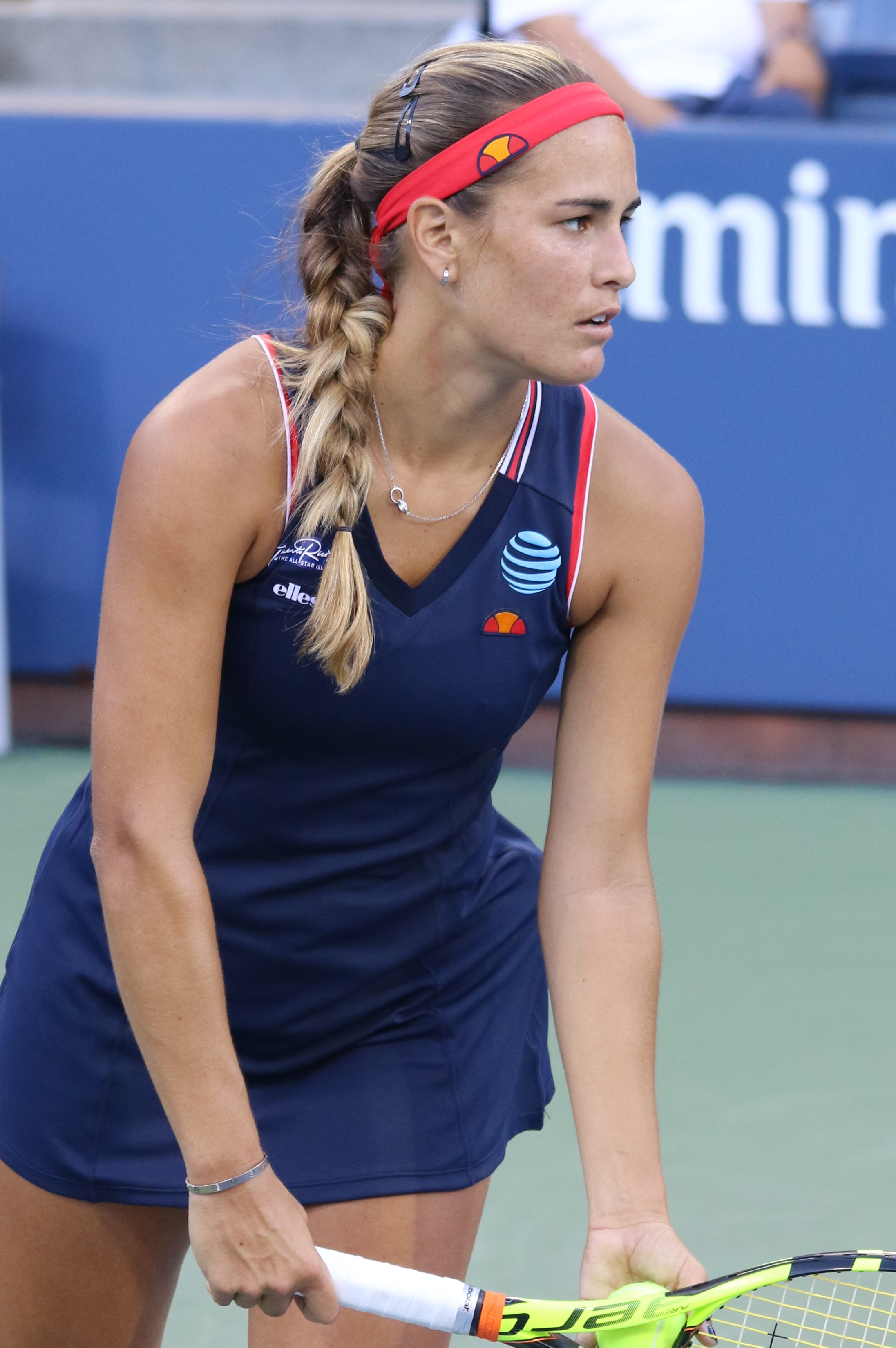
Mónica Puig vince la medaglia d'oro alle Olimpiadi di Rio: si tratta della prima medaglia per il Porto Rico ad essere vinta da una donna, nonché del primo storico oro conquistato dal paese in un'Olimpiade

Questo è il calendario completo degli eventi del 2016, con i risultati in progressione dai quarti di finale.
Legenda
| Grande Slam           |
| WTA Championship      |
| WTA Elite Trophy      |
| WTA Premier Mandatory |
| WTA Premier 5         |
| Olimpiade             |
| WTA Premier           |
| WTA International     |
| Torneo a squadre      |

### Gennaio
| Settimana             | Torneo | Campionesse                                      | Finaliste                           | Semifinaliste                                               | Eliminate ai quarti                                                      |
| --------------------- | --- | ------------------------------------------------ | ----------------------------------- | ----------------------------------------------------------- | ------------------------------------------------------------------------ |
| 4 gennaio             | Hopman Cup 2016 Perth, Australia Hopman Cup 1 000 000 $ - Cemento - 8 teams (RR)                                                   | Australia Green 2-0                              | Ucraina                             | Round Robin (Gruppo A) Rep. Ceca Australia Gold Stati Uniti | Round Robin (Gruppo B) Francia Germania Regno Unito                      |
| 4 gennaio             | Brisbane International 2016 Brisbane, Australia WTA Premier 1 000 000 $ - Cemento - 30S/32Q/16D Singolare - Doppio                 | Viktoryja Azaranka 6–3, 6–1                      | Angelique Kerber                    | Samantha Crawford Carla Suárez Navarro                      | Roberta Vinci Andrea Petković Anastasija Pavljučenkova Varvara Lepchenko |
| 4 gennaio             | Brisbane International 2016 Brisbane, Australia WTA Premier 1 000 000 $ - Cemento - 30S/32Q/16D Singolare - Doppio                 | Martina Hingis Sania Mirza 7–5, 6–1              | Angelique Kerber Andrea Petković    | Samantha Crawford Carla Suárez Navarro                      | Roberta Vinci Andrea Petković Anastasija Pavljučenkova Varvara Lepchenko |
| 4 gennaio             | Shenzhen Open 2016 Shenzhen, Cina WTA International 500 000 $ - Cemento - 32S/16Q/16D Singolare - Doppio                           | Agnieszka Radwańska 6-3, 6-2                     | Alison Riske                        | Anna-Lena Friedsam Tímea Babos                              | Wang Qiang Kateřina Siniaková Eugenie Bouchard Anett Kontaveit           |
| 4 gennaio             | Shenzhen Open 2016 Shenzhen, Cina WTA International 500 000 $ - Cemento - 32S/16Q/16D Singolare - Doppio                           | Vania King Monica Niculescu 6-1, 6-4             | Xu Yifan Zheng Saisai               | Anna-Lena Friedsam Tímea Babos                              | Wang Qiang Kateřina Siniaková Eugenie Bouchard Anett Kontaveit           |
| 4 gennaio             | ASB Classic 2016 Auckland, Nuova Zelanda WTA International 250 000 $ - Cemento - 32S/32Q/16D Singolare - Doppio                    | Sloane Stephens 7-5, 6-2                         | Julia Görges                        | Tamira Paszek Caroline Wozniacki                            | Nao Hibino Kirsten Flipkens Alexandra Dulgheru Naomi Broady              |
| 4 gennaio             | ASB Classic 2016 Auckland, Nuova Zelanda WTA International 250 000 $ - Cemento - 32S/32Q/16D Singolare - Doppio                    | Elise Mertens An-Sophie Mestach 2-6, 6-3, [10-5] | Danka Kovinić Barbora Strýcová      | Tamira Paszek Caroline Wozniacki                            | Nao Hibino Kirsten Flipkens Alexandra Dulgheru Naomi Broady              |
| 11 gennaio            | Apia International Sydney 2016 Sydney, Australia WTA Premier 753 000 $ - Cemento - 30S/32Q/16D Singolare - Doppio                  | Svetlana Kuznecova 6-0, 6-2                      | Mónica Puig                         | Simona Halep Belinda Bencic                                 | Karolína Plíšková Sara Errani Ekaterina Makarova Samantha Stosur         |
| 11 gennaio            | Apia International Sydney 2016 Sydney, Australia WTA Premier 753 000 $ - Cemento - 30S/32Q/16D Singolare - Doppio                  | Martina Hingis Sania Mirza 1-6, 7-5, [10-5]      | Caroline Garcia Kristina Mladenovic | Simona Halep Belinda Bencic                                 | Karolína Plíšková Sara Errani Ekaterina Makarova Samantha Stosur         |
| 11 gennaio            | Hobart International 2016 Hobart, Australia WTA International 250 000 $ - Cemento - 32S/32Q/16D Singolare - Doppio                 | Alizé Cornet 6-1, 6-2                            | Eugenie Bouchard                    | Johanna Larsson Dominika Cibulková                          | Mona Barthel Heather Watson Kiki Bertens Camila Giorgi                   |
| 11 gennaio            | Hobart International 2016 Hobart, Australia WTA International 250 000 $ - Cemento - 32S/32Q/16D Singolare - Doppio                 | Han Xinyun Christina McHale 6-3, 6-0             | Kimberly Birrell Jarmila Wolfe      | Johanna Larsson Dominika Cibulková                          | Mona Barthel Heather Watson Kiki Bertens Camila Giorgi                   |
| 18 gennaio 25 gennaio | Australian Open 2016 Melbourne, Australia Grande Slam 12 122 762 A$ - Cemento - 128S/96Q/64D/32X Singolare - Doppio - Doppio misto | Angelique Kerber 6–4, 3–6, 6–4                   | Serena Williams                     | Agnieszka Radwańska Johanna Konta                           | Marija Šarapova Carla Suárez Navarro Viktoryja Azaranka Shuai Zhang      |
| 18 gennaio 25 gennaio | Australian Open 2016 Melbourne, Australia Grande Slam 12 122 762 A$ - Cemento - 128S/96Q/64D/32X Singolare - Doppio - Doppio misto | Martina Hingis Sania Mirza 7–6(1), 6–3           | Andrea Hlaváčková Lucie Hradecká    | Agnieszka Radwańska Johanna Konta                           | Marija Šarapova Carla Suárez Navarro Viktoryja Azaranka Shuai Zhang      |
| 18 gennaio 25 gennaio | Australian Open 2016 Melbourne, Australia Grande Slam 12 122 762 A$ - Cemento - 128S/96Q/64D/32X Singolare - Doppio - Doppio misto | Elena Vesnina Bruno Soares 6–4, 4–6, [10–5]      | Coco Vandeweghe Horia Tecău         | Agnieszka Radwańska Johanna Konta                           | Marija Šarapova Carla Suárez Navarro Viktoryja Azaranka Shuai Zhang      |

### Febbraio
| Settimana   | Torneo | Campionesse                                                                      | Finaliste                                                | Semifinaliste                       | Eliminate ai quarti                                                       |
| ----------- | --- | -------------------------------------------------------------------------------- | -------------------------------------------------------- | ----------------------------------- | ------------------------------------------------------------------------- |
| 1º febbraio | Fed Cup 2016 Quarti di finale Cluj-Napoca, Romania – cemento indoor Lipsia, Germania - cemento indoor Marsiglia, Francia - cemento indoor Mosca, Russia - cemento indoor | Vincenti quarti di finale Rep. Ceca 3-2 Svizzera 3-2 Francia 4-1 Paesi Bassi 3-1 | Perdenti quarti di finale Romania Germania Italia Russia |                                     |                                                                           |
| 8 febbraio  | St. Petersburg Ladies Trophy 2016 San Pietroburgo, Russia WTA Premier 753 000 $ - Cemento indoor - 28S/32Q/16D Singolare - Doppio                                        | Roberta Vinci 6–4, 6–3                                                           | Belinda Bencic                                           | Dar'ja Kasatkina Ana Ivanović       | Anastasija Pavljučenkova Dominika Cibulková Kateryna Kozlova Tímea Babos  |
| 8 febbraio  | St. Petersburg Ladies Trophy 2016 San Pietroburgo, Russia WTA Premier 753 000 $ - Cemento indoor - 28S/32Q/16D Singolare - Doppio                                        | Martina Hingis Sania Mirza 6–3, 6–1                                              | Vera Duševina Barbora Krejčíková                         | Dar'ja Kasatkina Ana Ivanović       | Anastasija Pavljučenkova Dominika Cibulková Kateryna Kozlova Tímea Babos  |
| 8 febbraio  | Taiwan Open 2016 Kaohsiung, Taiwan WTA International 250 000 $ - Cemento - 32S/24Q/16D Singolare - Doppio                                                                | Venus Williams 6–4, 6–2                                                          | Misaki Doi                                               | Julija Putinceva Hsieh Su-wei       | Anastasija Sevastova Stefanie Vögele Elizaveta Kuličkova Kurumi Nara      |
| 8 febbraio  | Taiwan Open 2016 Kaohsiung, Taiwan WTA International 250 000 $ - Cemento - 32S/24Q/16D Singolare - Doppio                                                                | Chan Hao-ching Chan Yung-jan 6–4, 6–3                                            | Eri Hozumi Miyu Katō                                     | Julija Putinceva Hsieh Su-wei       | Anastasija Sevastova Stefanie Vögele Elizaveta Kuličkova Kurumi Nara      |
| 15 febbraio | Dubai Tennis Championships 2016 Dubai, Emirati Arabi WTA Premier 2 000 000 $ - Cemento - 28S/32Q/16D Singolare - Doppio                                                  | Sara Errani 6-0, 6-2                                                             | Barbora Strýcová                                         | Caroline Garcia Elina Svitolina     | Ana Ivanović Andrea Petković Madison Brengle Coco Vandeweghe              |
| 15 febbraio | Dubai Tennis Championships 2016 Dubai, Emirati Arabi WTA Premier 2 000 000 $ - Cemento - 28S/32Q/16D Singolare - Doppio                                                  | Chuang Chia-jung Darija Jurak 6-4, 6-4                                           | Caroline Garcia Kristina Mladenovic                      | Caroline Garcia Elina Svitolina     | Ana Ivanović Andrea Petković Madison Brengle Coco Vandeweghe              |
| 15 febbraio | Rio Open 2016 Rio de Janeiro, Brasile WTA International 250 000 $ - Terra rossa - 32S/24Q/16D Singolare - Doppio                                                         | Francesca Schiavone 2-6, 6-2, 6-2                                                | Shelby Rogers                                            | Petra Martić Sorana Cîrstea         | Lara Arruabarrena Cindy Burger Danka Kovinić Paula Cristina Gonçalves     |
| 15 febbraio | Rio Open 2016 Rio de Janeiro, Brasile WTA International 250 000 $ - Terra rossa - 32S/24Q/16D Singolare - Doppio                                                         | Verónica Cepede Royg María Irigoyen 6-1, 7-55                                    | Tara Moore Conny Perrin                                  | Petra Martić Sorana Cîrstea         | Lara Arruabarrena Cindy Burger Danka Kovinić Paula Cristina Gonçalves     |
| 22 febbraio | Qatar Total Open 2016 Doha, Qatar WTA Premier 5 2 818 000 $ - Cemento - 28S/32Q/16D Singolare - Doppio                                                                   | Carla Suárez Navarro 1-6, 6-4, 6-4                                               | Jeļena Ostapenko                                         | Andrea Petković Agnieszka Radwańska | Zheng Saisai Garbiñe Muguruza Roberta Vinci Elena Vesnina                 |
| 22 febbraio | Qatar Total Open 2016 Doha, Qatar WTA Premier 5 2 818 000 $ - Cemento - 28S/32Q/16D Singolare - Doppio                                                                   | Chan Hao-ching Chan Yung-jan 6-3, 6-3                                            | Sara Errani Carla Suárez Navarro                         | Andrea Petković Agnieszka Radwańska | Zheng Saisai Garbiñe Muguruza Roberta Vinci Elena Vesnina                 |
| 22 febbraio | Abierto Mexicano de Tenis 2016 Acapulco, Messico WTA International 250 000 $ - Cemento - 32S/24Q/16D Singolare - Doppio                                                  | Sloane Stephens 6-4, 4-6, 7–6(5)                                                 | Dominika Cibulková                                       | Christina McHale Yanina Wickmayer   | Johanna Larsson Mirjana Lučić-Baroni Anastasija Pavljučenkova Naomi Ōsaka |
| 22 febbraio | Abierto Mexicano de Tenis 2016 Acapulco, Messico WTA International 250 000 $ - Cemento - 32S/24Q/16D Singolare - Doppio                                                  | Anabel Medina Garrigues Arantxa Parra Santonja 6-0, 6-4                          | Kiki Bertens Johanna Larsson                             | Christina McHale Yanina Wickmayer   | Johanna Larsson Mirjana Lučić-Baroni Anastasija Pavljučenkova Naomi Ōsaka |
| 29 febbraio | Monterrey Open 2016 Monterrey, Messico WTA International 250 000 $ - Cemento - 32S/32Q/16D Singolare - Doppio                                                            | Heather Watson 3-6, 6-2, 6-3                                                     | Kirsten Flipkens                                         | Anett Kontaveit Caroline Garcia     | Nicole Gibbs Johanna Konta Pauline Parmentier Caroline Wozniacki          |
| 29 febbraio | Monterrey Open 2016 Monterrey, Messico WTA International 250 000 $ - Cemento - 32S/32Q/16D Singolare - Doppio                                                            | Anabel Medina Garrigues Arantxa Parra Santonja 4-6, 7-5, [10-7]                  | Petra Martić Maria Sanchez                               | Anett Kontaveit Caroline Garcia     | Nicole Gibbs Johanna Konta Pauline Parmentier Caroline Wozniacki          |
| 29 febbraio | BMW Malaysian Open 2016 Kuala Lumpur, Malaysia WTA International 250 000 $ - Cemento - 32S/24Q/16D Singolare - Doppio                                                    | Elina Svitolina 6(5)–7, 6-4, 7-5                                                 | Eugenie Bouchard                                         | Naomi Broady Zhu Lin                | Çağla Büyükakçay Sabine Lisicki Wang Qiang Kristína Kučová                |
| 29 febbraio | BMW Malaysian Open 2016 Kuala Lumpur, Malaysia WTA International 250 000 $ - Cemento - 32S/24Q/16D Singolare - Doppio                                                    | Varatchaya Wongteanchai Yang Zhaoxuan 4-6, 6-4, [10-7]                           | Liang Chen Wang Yafan                                    | Naomi Broady Zhu Lin                | Çağla Büyükakçay Sabine Lisicki Wang Qiang Kristína Kučová                |

### Marzo
| Settimana         | Torneo | Campionesse                                            | Finaliste                      | Semifinaliste                         | Eliminate ai quarti                                              |
| ----------------- | --- | ------------------------------------------------------ | ------------------------------ | ------------------------------------- | ---------------------------------------------------------------- |
| 7 marzo 14 marzo  | Indian Wells Open 2016 Indian Wells, Stati Uniti WTA Premier Mandatory 5 185 625 $ - Cemento - 96S/48Q/32D Singolare - Doppio | Viktoryja Azaranka 6-4, 6-4                            | Serena Williams                | Agnieszka Radwańska Karolína Plíšková | Simona Halep Petra Kvitová Magdaléna Rybáriková Dar'ja Kasatkina |
| 7 marzo 14 marzo  | Indian Wells Open 2016 Indian Wells, Stati Uniti WTA Premier Mandatory 5 185 625 $ - Cemento - 96S/48Q/32D Singolare - Doppio | Bethanie Mattek-Sands Coco Vandeweghe 4-6, 6-4, [10-6] | Julia Görges Karolína Plíšková | Agnieszka Radwańska Karolína Plíšková | Simona Halep Petra Kvitová Magdaléna Rybáriková Dar'ja Kasatkina |
| 21 marzo 28 marzo | Miami Open 2016 Miami, Stati Uniti WTA Premier Mandatory 5 185 625 $ - Cemento - 96S/48Q/32D Singolare - Doppio               | Viktoryja Azaranka 6-3, 6-2                            | Svetlana Kuznecova             | Timea Bacsinszky Angelique Kerber     | Ekaterina Makarova Simona Halep Johanna Konta Madison Keys       |
| 21 marzo 28 marzo | Miami Open 2016 Miami, Stati Uniti WTA Premier Mandatory 5 185 625 $ - Cemento - 96S/48Q/32D Singolare - Doppio               | Bethanie Mattek-Sands Lucie Šafářová 6-3, 6-4          | Tímea Babos Jaroslava Švedova  | Timea Bacsinszky Angelique Kerber     | Ekaterina Makarova Simona Halep Johanna Konta Madison Keys       |

### Aprile
| Settimana | Torneo | Campionesse                                          | Finaliste                                 | Semifinaliste                              | Eliminate ai quarti                                                   |
| --------- | --- | ---------------------------------------------------- | ----------------------------------------- | ------------------------------------------ | --------------------------------------------------------------------- |
| 4 aprile  | Volvo Car Open 2016 Charleston, Stati Uniti WTA Premier 753 000 $ - Terra verde - 56S/32Q/16D Singolare - Doppio                        | Sloane Stephens 7–6(4), 6-2                          | Elena Vesnina                             | Angelique Kerber Sara Errani               | Irina-Camelia Begu Dar'ja Kasatkina Julija Putinceva Laura Siegemund  |
| 4 aprile  | Volvo Car Open 2016 Charleston, Stati Uniti WTA Premier 753 000 $ - Terra verde - 56S/32Q/16D Singolare - Doppio                        | Caroline Garcia Kristina Mladenovic 6-2, 7-5         | Bethanie Mattek-Sands Lucie Šafářová      | Angelique Kerber Sara Errani               | Irina-Camelia Begu Dar'ja Kasatkina Julija Putinceva Laura Siegemund  |
| 4 aprile  | Katowice Open 2016 Katowice, Polonia WTA International 250 000 $ - Cemento indoor - 32S/32Q/16D Singolare - Doppio                      | Dominika Cibulková 6-4, 6-0                          | Camila Giorgi                             | Jeļena Ostapenko Pauline Parmentier        | Tímea Babos Kirsten Flipkens Francesca Schiavone Magda Linette        |
| 4 aprile  | Katowice Open 2016 Katowice, Polonia WTA International 250 000 $ - Cemento indoor - 32S/32Q/16D Singolare - Doppio                      | Eri Hozumi Miyu Katō 3-6, 7-5, [10-8]                | Valentina Ivachnenko Marina Mel'nikova    | Jeļena Ostapenko Pauline Parmentier        | Tímea Babos Kirsten Flipkens Francesca Schiavone Magda Linette        |
| 11 aprile | Fed Cup 2016 Semifinali Lucerna, Svizzera - cemento (Rebound Ace) indoor Trélazé, Francia - terra rossa indoor                          | Vincenti semifinali: Rep. Ceca 3-2 Francia 3-2       | Perdenti semifinali: Svizzera Paesi Bassi |                                            |                                                                       |
| 11 aprile | Claro Open Colsanitas 2016 Bogotà, Colombia WTA International 250 000 $ - Terra rossa - 32S/24Q/16D Singolare - Doppio                  | Irina Falconi 6-2, 2-6, 6-4                          | Sílvia Soler Espinosa                     | Paula Cristina Gonçalves Lara Arruabarrena | Aleksandra Panova Amra Sadiković Sachia Vickery Catalina Pella        |
| 11 aprile | Claro Open Colsanitas 2016 Bogotà, Colombia WTA International 250 000 $ - Terra rossa - 32S/24Q/16D Singolare - Doppio                  | Lara Arruabarrena Tatjana Maria 6-2, 4-6, [10-8]     | Gabriela Cé Andrea Gámiz                  | Paula Cristina Gonçalves Lara Arruabarrena | Aleksandra Panova Amra Sadiković Sachia Vickery Catalina Pella        |
| 18 aprile | Porsche Tennis Grand Prix 2016 Stoccarda, Germania WTA Premier 710 000 $ - Terra rossa indoor - 28S/32Q/16D Singolare - Doppio          | Angelique Kerber 6-4, 6-0                            | Laura Siegemund                           | Agnieszka Radwańska Petra Kvitová          | Karolína Plíšková Roberta Vinci Garbiñe Muguruza Carla Suárez Navarro |
| 18 aprile | Porsche Tennis Grand Prix 2016 Stoccarda, Germania WTA Premier 710 000 $ - Terra rossa indoor - 28S/32Q/16D Singolare - Doppio          | Caroline Garcia Kristina Mladenovic 2-6, 6-1, [10-6] | Martina Hingis Sania Mirza                | Agnieszka Radwańska Petra Kvitová          | Karolína Plíšková Roberta Vinci Garbiñe Muguruza Carla Suárez Navarro |
| 18 aprile | Istanbul Cup 2016 Istanbul, Turchia WTA International 250 000 $ - Terra rossa - 32S/24Q/16D Singolare - Doppio                          | Çağla Büyükakçay 3-6, 6-2, 6-3                       | Danka Kovinić                             | Kateryna Kozlova Stefanie Vögele           | Maria Sakkarī Anastasija Sevastova Nao Hibino Kristína Kučová         |
| 18 aprile | Istanbul Cup 2016 Istanbul, Turchia WTA International 250 000 $ - Terra rossa - 32S/24Q/16D Singolare - Doppio                          | Andreea Mitu İpek Soylu w/o                          | Xenia Knoll Danka Kovinić                 | Kateryna Kozlova Stefanie Vögele           | Maria Sakkarī Anastasija Sevastova Nao Hibino Kristína Kučová         |
| 25 aprile | Grand Prix SAR La Princesse Lalla Meryem 2016 Rabat, Marocco WTA International 250 000 $ - Terra rossa - 32S/32Q/16D Singolare - Doppio | Timea Bacsinszky 6-2, 6-1                            | Marina Eraković                           | Tímea Babos Kiki Bertens                   | Johanna Larsson Pauline Parmentier Julija Putinceva Aleksandra Krunić |
| 25 aprile | Grand Prix SAR La Princesse Lalla Meryem 2016 Rabat, Marocco WTA International 250 000 $ - Terra rossa - 32S/32Q/16D Singolare - Doppio | Xenia Knoll Aleksandra Krunić 6-3, 6-0               | Tatjana Maria Raluca Olaru                | Tímea Babos Kiki Bertens                   | Johanna Larsson Pauline Parmentier Julija Putinceva Aleksandra Krunić |
| 25 aprile | J&T Banka Prague Open 2016 Praga, Repubblica Ceca WTA International 250 000 $ - Terra rossa - 32S/32Q/16D Singolare - Doppio            | Lucie Šafářová 3-6, 6-1, 6-4                         | Samantha Stosur                           | Svetlana Kuznecova Karolína Plíšková       | Mónica Puig Barbora Strýcová Camila Giorgi Hsieh Su-wei               |
| 25 aprile | J&T Banka Prague Open 2016 Praga, Repubblica Ceca WTA International 250 000 $ - Terra rossa - 32S/32Q/16D Singolare - Doppio            | Margarita Gasparjan Andrea Hlaváčková 6-4, 6-2       | María Irigoyen Paula Kania                | Svetlana Kuznecova Karolína Plíšková       | Mónica Puig Barbora Strýcová Camila Giorgi Hsieh Su-wei               |

### Maggio
| Settimana           | Torneo | Campionesse                                             | Finaliste                        | Semifinaliste                        | Eliminate ai quarti                                                   |
| ------------------- | --- | ------------------------------------------------------- | -------------------------------- | ------------------------------------ | --------------------------------------------------------------------- |
| 2 maggio            | Mutua Madrid Open 2016 Madrid, Spagna WTA Premier Mandatory 4 942 700 € - Terra rossa - 64S/32Q/28D Singolare - Doppio           | Simona Halep 6-2, 6-4                                   | Dominika Cibulková               | Louisa Chirico Samantha Stosur       | Sorana Cîrstea Dar'ja Gavrilova Irina-Camelia Begu Patricia Maria Tig |
| 2 maggio            | Mutua Madrid Open 2016 Madrid, Spagna WTA Premier Mandatory 4 942 700 € - Terra rossa - 64S/32Q/28D Singolare - Doppio           | Caroline Garcia Kristina Mladenovic 6-4, 6-4            | Martina Hingis Sania Mirza       | Louisa Chirico Samantha Stosur       | Sorana Cîrstea Dar'ja Gavrilova Irina-Camelia Begu Patricia Maria Tig |
| 9 maggio            | Internazionali d'Italia 2016 Roma, Italia WTA Premier 5 2 513 000 $ - Terra rossa - 56S/32Q/28D Singolare - Doppio               | Serena Williams 7–6(5), 6-3                             | Madison Keys                     | Irina-Camelia Begu Garbiñe Muguruza  | Svetlana Kuznecova Misaki Doi Timea Bacsinszky Barbora Strýcová       |
| 9 maggio            | Internazionali d'Italia 2016 Roma, Italia WTA Premier 5 2 513 000 $ - Terra rossa - 56S/32Q/28D Singolare - Doppio               | Martina Hingis Sania Mirza 6-1, 6(5)–7, [10-3]          | Ekaterina Makarova Elena Vesnina | Irina-Camelia Begu Garbiñe Muguruza  | Svetlana Kuznecova Misaki Doi Timea Bacsinszky Barbora Strýcová       |
| 16 maggio           | Nürnberger Versicherungscup 2016 Norimberga, Germania WTA International 250 000 $ - Terra rossa - 32S/24Q/16D Singolare - Doppio | Kiki Bertens 6-2, 6-2                                   | Mariana Duque Mariño             | Julia Görges Annika Beck             | Irina Falconi Lesja Curenko Anna-Lena Friedsam Varvara Lepchenko      |
| 16 maggio           | Nürnberger Versicherungscup 2016 Norimberga, Germania WTA International 250 000 $ - Terra rossa - 32S/24Q/16D Singolare - Doppio | Kiki Bertens Johanna Larsson 6-3, 6-4                   | Shūko Aoyama Renata Voráčová     | Julia Görges Annika Beck             | Irina Falconi Lesja Curenko Anna-Lena Friedsam Varvara Lepchenko      |
| 16 maggio           | Internationaux de Strasbourg 2016 Strasburgo, Francia WTA International 250 000 $ - Terra rossa - 32S/24Q/16D Singolare - Doppio | Caroline Garcia 6-4, 6-1                                | Mirjana Lučić-Baroni             | Virginie Razzano Kristina Mladenovic | Elena Vesnina Samantha Stosur Alla Kudrjavceva Pauline Parmentier     |
| 16 maggio           | Internationaux de Strasbourg 2016 Strasburgo, Francia WTA International 250 000 $ - Terra rossa - 32S/24Q/16D Singolare - Doppio | Anabel Medina Garrigues Arantxa Parra Santonja 6-2, 6-0 | María Irigoyen Liang Chen        | Virginie Razzano Kristina Mladenovic | Elena Vesnina Samantha Stosur Alla Kudrjavceva Pauline Parmentier     |
| 23 maggio 30 maggio | Open di Francia 2016 Parigi, Francia Grande Slam 11 315 740 $ - Terra rossa 128S/96Q/64D/32X Singolare - Doppio - Doppio misto   | Garbiñe Muguruza 7-5, 6-4                               | Serena Williams                  | Kiki Bertens Samantha Stosur         | Julija Putinceva Timea Bacsinszky Shelby Rogers Cvetana Pironkova     |
| 23 maggio 30 maggio | Open di Francia 2016 Parigi, Francia Grande Slam 11 315 740 $ - Terra rossa 128S/96Q/64D/32X Singolare - Doppio - Doppio misto   | Caroline Garcia Kristina Mladenovic 6-3, 2-6, 6-4       | Ekaterina Makarova Elena Vesnina | Kiki Bertens Samantha Stosur         | Julija Putinceva Timea Bacsinszky Shelby Rogers Cvetana Pironkova     |
| 23 maggio 30 maggio | Open di Francia 2016 Parigi, Francia Grande Slam 11 315 740 $ - Terra rossa 128S/96Q/64D/32X Singolare - Doppio - Doppio misto   | Martina Hingis Leander Paes 4-6, 6-4, [10-8]            | Sania Mirza Ivan Dodig           | Kiki Bertens Samantha Stosur         | Julija Putinceva Timea Bacsinszky Shelby Rogers Cvetana Pironkova     |

### Giugno
| Settimana          | Torneo | Campionesse                                             | Finaliste                          | Semifinaliste                        | Eliminate ai quarti                                                         |
| ------------------ | --- | ------------------------------------------------------- | ---------------------------------- | ------------------------------------ | --------------------------------------------------------------------------- |
| 6 giugno           | Aegon Open Nottingham 2016 Nottingham, Regno Unito WTA International 250 000 $ - Erba - 32S/32Q/16D Singolare - Doppio             | Karolína Plíšková 7–6(8), 7-5                           | Alison Riske                       | Mónica Puig Zheng Saisai             | Ashleigh Barty Tamira Paszek Anett Kontaveit Tara Moore                     |
| 6 giugno           | Aegon Open Nottingham 2016 Nottingham, Regno Unito WTA International 250 000 $ - Erba - 32S/32Q/16D Singolare - Doppio             | Andrea Hlaváčková Peng Shuai 7-5, 3-6, [10-7]           | Gabriela Dabrowski Yang Zhaoxuan   | Mónica Puig Zheng Saisai             | Ashleigh Barty Tamira Paszek Anett Kontaveit Tara Moore                     |
| 6 giugno           | Ricoh Open 2016 's-Hertogenbosch, Paesi Bassi WTA International 250 000 $ - Erba - 32S/24Q/16D Singolare - Doppio                  | Coco Vandeweghe 7-5, 7-5                                | Kristina Mladenovic                | Belinda Bencic Madison Brengle       | Viktorija Golubic Elise Mertens Kateryna Kozlova Evgenija Rodina            |
| 6 giugno           | Ricoh Open 2016 's-Hertogenbosch, Paesi Bassi WTA International 250 000 $ - Erba - 32S/24Q/16D Singolare - Doppio                  | Oksana Kalašnikova Jaroslava Švedova 6-1, 6-1           | Xenia Knoll Aleksandra Krunić      | Belinda Bencic Madison Brengle       | Viktorija Golubic Elise Mertens Kateryna Kozlova Evgenija Rodina            |
| 13 giugno          | AEGON Classic 2016 Birmingham, Regno Unito WTA Premier 753 000 $ - Erba - 32S/32Q/16D Singolare - Doppio                           | Madison Keys 6-3, 6-4                                   | Barbora Strýcová                   | Coco Vandeweghe Carla Suárez Navarro | Yanina Wickmayer Cvetana Pironkova Jeļena Ostapenko Angelique Kerber        |
| 13 giugno          | AEGON Classic 2016 Birmingham, Regno Unito WTA Premier 753 000 $ - Erba - 32S/32Q/16D Singolare - Doppio                           | Karolína Plíšková Barbora Strýcová 6-3, 7-6(1)          | Vania King Alla Kudrjavceva        | Coco Vandeweghe Carla Suárez Navarro | Yanina Wickmayer Cvetana Pironkova Jeļena Ostapenko Angelique Kerber        |
| 13 giugno          | Mallorca Open 2016 Maiorca, Spagna WTA International 250 000 $ - Erba - 32S/32Q/16D Singolare - Doppio                             | Caroline Garcia 6-3, 6-4                                | Anastasija Sevastova               | Kirsten Flipkens Jelena Janković     | Verónica Cepede Royg Ana Ivanović Mariana Duque Mariño Sorana Cîrstea       |
| 13 giugno          | Mallorca Open 2016 Maiorca, Spagna WTA International 250 000 $ - Erba - 32S/32Q/16D Singolare - Doppio                             | Gabriela Dabrowski María José Martínez Sánchez 6-4, 6-2 | Anna-Lena Friedsam Laura Siegemund | Kirsten Flipkens Jelena Janković     | Verónica Cepede Royg Ana Ivanović Mariana Duque Mariño Sorana Cîrstea       |
| 20 giugno          | AEGON International 2016 Eastbourne, Regno Unito WTA Premier 753 000 $ - Erba - 48S/32Q/16D Singolare - Doppio                     | Dominika Cibulková 7-5, 6-3                             | Karolína Plíšková                  | Mónica Puig Johanna Konta            | Agnieszka Radwańska Kristina Mladenovic Elena Vesnina Ekaterina Makarova    |
| 20 giugno          | AEGON International 2016 Eastbourne, Regno Unito WTA Premier 753 000 $ - Erba - 48S/32Q/16D Singolare - Doppio                     | Darija Jurak Anastasija Rodionova 5-7, 7–6(4), [10-6]   | Chan Hao-ching Chan Yung-jan       | Mónica Puig Johanna Konta            | Agnieszka Radwańska Kristina Mladenovic Elena Vesnina Ekaterina Makarova    |
| 27 giugno 4 luglio | Torneo di Wimbledon 2016 Londra, Regno Unito Grand Slam 11 174 883 $ - Erba 128S/96Q/64D/16Q/48X Singolare - Doppio - Doppio misto | Serena Williams 7–5, 6–3                                | Angelique Kerber                   | Elena Vesnina Venus Williams         | Anastasija Pavljučenkova Dominika Cibulková Simona Halep Yaroslava Shvedova |
| 27 giugno 4 luglio | Torneo di Wimbledon 2016 Londra, Regno Unito Grand Slam 11 174 883 $ - Erba 128S/96Q/64D/16Q/48X Singolare - Doppio - Doppio misto | Serena Williams Venus Williams 6–3, 6–4                 | Tímea Babos Jaroslava Švedova      | Elena Vesnina Venus Williams         | Anastasija Pavljučenkova Dominika Cibulková Simona Halep Yaroslava Shvedova |
| 27 giugno 4 luglio | Torneo di Wimbledon 2016 Londra, Regno Unito Grand Slam 11 174 883 $ - Erba 128S/96Q/64D/16Q/48X Singolare - Doppio - Doppio misto | Henri Kontinen Heather Watson 7–6(5), 6–4               | Robert Farah Anna-Lena Grönefeld   | Elena Vesnina Venus Williams         | Anastasija Pavljučenkova Dominika Cibulková Simona Halep Yaroslava Shvedova |

### Luglio
| Settimana | Torneo | Campionesse                                           | Finaliste                         | Semifinaliste                    | Eliminate ai quarti                                                        |
| --------- | --- | ----------------------------------------------------- | --------------------------------- | -------------------------------- | -------------------------------------------------------------------------- |
| 11 luglio | Ladies Championship Gstaad 2016 Gstaad, Svizzera WTA International 250 000 $ - Terra rossa - 32S/24Q/16D Singolare - Doppio | Viktorija Golubic 4-6, 6-3, 6-4                       | Kiki Bertens                      | Timea Bacsinszky Rebeka Masarova | Johanna Larsson Irina Chromačëva Carina Witthöft Annika Beck               |
| 11 luglio | Ladies Championship Gstaad 2016 Gstaad, Svizzera WTA International 250 000 $ - Terra rossa - 32S/24Q/16D Singolare - Doppio | Lara Arruabarrena Vecino Xenia Knoll 6-1, 3-6, [10-8] | Annika Beck Evgenija Rodina       | Timea Bacsinszky Rebeka Masarova | Johanna Larsson Irina Chromačëva Carina Witthöft Annika Beck               |
| 11 luglio | BRD Bucarest Open 2016 Bucarest, Romania WTA International 250 000 $ - Terra rossa - 32S/32Q/16D Singolare - Doppio         | Simona Halep 6-0, 6-0                                 | Anastasija Sevastova              | Vania King Laura Siegemund       | Danka Kovinić Pauline Parmentier Polona Hercog Sara Errani                 |
| 11 luglio | BRD Bucarest Open 2016 Bucarest, Romania WTA International 250 000 $ - Terra rossa - 32S/32Q/16D Singolare - Doppio         | Jessica Moore Varatchaya Wongteanchai 6-3, 7–6(5)     | Alexandra Cadanțu Katarzyna Piter | Vania King Laura Siegemund       | Danka Kovinić Pauline Parmentier Polona Hercog Sara Errani                 |
| 18 luglio | Bank of the West Classic 2016 Stanford, Stati Uniti WTA Premier 753 000 $ - Cemento - 28S/16Q/16D Singolare - Doppio        | Johanna Konta 7–5, 5–7, 6–2                           | Venus Williams                    | Alison Riske Dominika Cibulková  | Catherine Bellis Coco Vandeweghe Zheng Saisai Misaki Doi                   |
| 18 luglio | Bank of the West Classic 2016 Stanford, Stati Uniti WTA Premier 753 000 $ - Cemento - 28S/16Q/16D Singolare - Doppio        | Raquel Atawo Abigail Spears 6-3, 6-4                  | Darija Jurak Anastasija Rodionova | Alison Riske Dominika Cibulková  | Catherine Bellis Coco Vandeweghe Zheng Saisai Misaki Doi                   |
| 18 luglio | Swedish Open 2016 Båstad, Svezia WTA International 250 000 $ - Terra rossa - 32S/24Q/16D Singolare - Doppio                 | Laura Siegemund 7-5, 6-1                              | Kateřina Siniaková                | Julia Görges Johanna Larsson     | Lara Arruabarrena Karin Knapp Annika Beck Sara Errani                      |
| 18 luglio | Swedish Open 2016 Båstad, Svezia WTA International 250 000 $ - Terra rossa - 32S/24Q/16D Singolare - Doppio                 | Andreea Mitu Alicja Rosolska 6-3, 7-5                 | Lesley Kerkhove Lidzija Marozava  | Julia Görges Johanna Larsson     | Lara Arruabarrena Karin Knapp Annika Beck Sara Errani                      |
| 18 luglio | Citi Open 2016 Washington, Stati Uniti WTA International 250 000 $ - Cemento - 32S/16Q/16D Singolare - Doppio               | Yanina Wickmayer 6-4, 6-2                             | Lauren Davis                      | Jessica Pegula Julija Putinceva  | Samantha Stosur Camila Giorgi Kristina Mladenovic Risa Ozaki               |
| 18 luglio | Citi Open 2016 Washington, Stati Uniti WTA International 250 000 $ - Cemento - 32S/16Q/16D Singolare - Doppio               | Monica Niculescu Yanina Wickmayer 6-4, 6-3            | Shūko Aoyama Risa Ozaki           | Jessica Pegula Julija Putinceva  | Samantha Stosur Camila Giorgi Kristina Mladenovic Risa Ozaki               |
| 25 luglio | Canadian Open 2016 Montréal, Canada WTA Premier 5 2 513 000 $ - Cemento - 56S/48Q/28D Singolare - Doppio                    | Simona Halep 7–6(3), 6-3                              | Madison Keys                      | Kristína Kučová Angelique Kerber | Johanna Konta Anastasija Pavljučenkova Svetlana Kuznecova Dar'ja Kasatkina |
| 25 luglio | Canadian Open 2016 Montréal, Canada WTA Premier 5 2 513 000 $ - Cemento - 56S/48Q/28D Singolare - Doppio                    | Ekaterina Makarova Elena Vesnina 6–3, 7–6(5)          | Simona Halep Monica Niculescu     | Kristína Kučová Angelique Kerber | Johanna Konta Anastasija Pavljučenkova Svetlana Kuznecova Dar'ja Kasatkina |

### Agosto
| Settimana             | Torneo | Campionesse                                           | Finaliste                            | Semifinaliste                            | Eliminate ai quarti                                                     |
| --------------------- | --- | ----------------------------------------------------- | ------------------------------------ | ---------------------------------------- | ----------------------------------------------------------------------- |
| 1º agosto             | Brasil Tennis Cup 2016 Florianópolis, Brasile WTA International 250 000 $ - Cemento - 32S/24Q/16D Singolare - Doppio                 | Irina-Camelia Begu 2-6, 6-4, 6-3                      | Tímea Babos                          | Ana Bogdan Mónica Puig                   | Ljudmyla Kičenok Jeļena Ostapenko Naomi Ōsaka Nao Hibino                |
| 1º agosto             | Brasil Tennis Cup 2016 Florianópolis, Brasile WTA International 250 000 $ - Cemento - 32S/24Q/16D Singolare - Doppio                 | Ljudmyla Kičenok Nadežda Kičenok 6-3, 6-1             | Tímea Babos Réka Luca Jani           | Ana Bogdan Mónica Puig                   | Ljudmyla Kičenok Jeļena Ostapenko Naomi Ōsaka Nao Hibino                |
| 1º agosto             | Jiangxi International Women's Tennis Open 2016 Nanchang, Cina WTA International 250 000 $ - Cemento - 32S/24Q/16D Singolare - Doppio | Duan Yingying 1-6, 6-4, 6-2                           | Vania King                           | Risa Ozaki Misa Eguchi                   | Francesca Schiavone Zhang Kailin Liu Fangzhou Kurumi Nara               |
| 1º agosto             | Jiangxi International Women's Tennis Open 2016 Nanchang, Cina WTA International 250 000 $ - Cemento - 32S/24Q/16D Singolare - Doppio | Liang Chen Lu Jingjing 3-6, 7–6(2), [13-11]           | Shūko Aoyama Makoto Ninomiya         | Risa Ozaki Misa Eguchi                   | Francesca Schiavone Zhang Kailin Liu Fangzhou Kurumi Nara               |
| 8 agosto              | Tennis ai Giochi della XXXI Olimpiade Rio de Janeiro, Brasile Olimpiadi Cemento - 64S/32D/16X Singolare - Doppio - Doppio misto      |                                                       |                                      |                                          | Quarto posto                                                            |
| 8 agosto              | Tennis ai Giochi della XXXI Olimpiade Rio de Janeiro, Brasile Olimpiadi Cemento - 64S/32D/16X Singolare - Doppio - Doppio misto      | Mónica Puig 6-4, 4-6, 6-1                             | Angelique Kerber                     | Petra Kvitová 7-5, 2-6, 6-2              | Madison Keys                                                            |
| 8 agosto              | Tennis ai Giochi della XXXI Olimpiade Rio de Janeiro, Brasile Olimpiadi Cemento - 64S/32D/16X Singolare - Doppio - Doppio misto      | Ekaterina Makarova Elena Vesnina 6-4, 6-4             | Timea Bacsinszky Martina Hingis      | Lucie Šafářová Barbora Strýcová 7-5, 6-1 | Andrea Hlaváčková Lucie Hradecká                                        |
| 8 agosto              | Tennis ai Giochi della XXXI Olimpiade Rio de Janeiro, Brasile Olimpiadi Cemento - 64S/32D/16X Singolare - Doppio - Doppio misto      | Bethanie Mattek-Sands Jack Sock 6(3)–7, 6-1, [10-7]   | Venus Williams Rajeev Ram            | Lucie Hradecká Radek Štěpánek 6-1, 7-5   | Sania Mirza Rohan Bopanna                                               |
| 15 agosto             | Cincinnati Open 2016 Cincinnati, Stati Uniti WTA Premier 5 2 513 000 $ - Cemento - 48S/32Q/28D Singolare - Doppio                    | Karolína Plíšková 6-3, 6-1                            | Angelique Kerber                     | Garbiñe Muguruza Simona Halep            | Svetlana Kuznecova Tímea Babos Agnieszka Radwańska Carla Suárez Navarro |
| 15 agosto             | Cincinnati Open 2016 Cincinnati, Stati Uniti WTA Premier 5 2 513 000 $ - Cemento - 48S/32Q/28D Singolare - Doppio                    | Sania Mirza Barbora Strýcová 7-5, 6-4                 | Martina Hingis Coco Vandeweghe       | Garbiñe Muguruza Simona Halep            | Svetlana Kuznecova Tímea Babos Agnieszka Radwańska Carla Suárez Navarro |
| 22 agosto             | Connecticut Open 2016 New Haven, Stati Uniti WTA Premier 753 000 $ - Cemento - 30S/32Q/16D Singolare - Doppio                        | Agnieszka Radwańska 6-1, 7–6(3)                       | Elina Svitolina                      | Petra Kvitová Johanna Larsson            | Kirsten Flipkens Ekaterina Makarova Elena Vesnina Roberta Vinci         |
| 22 agosto             | Connecticut Open 2016 New Haven, Stati Uniti WTA Premier 753 000 $ - Cemento - 30S/32Q/16D Singolare - Doppio                        | Sania Mirza Monica Niculescu 7-5, 6-4                 | Kateryna Bondarenko Chuang Chia-jung | Petra Kvitová Johanna Larsson            | Kirsten Flipkens Ekaterina Makarova Elena Vesnina Roberta Vinci         |
| 29 agosto 5 settembre | US Open 2016 New York, Stati Uniti Grand Slam 11 517 008 $ - Cemento 128S/128Q/64D/32X Singolare - Doppio - Doppio misto             | Angelique Kerber 6-3, 4-6, 6-4                        | Karolína Plíšková                    | Serena Williams Caroline Wozniacki       | Simona Halep Ana Konjuh Anastasija Sevastova Roberta Vinci              |
| 29 agosto 5 settembre | US Open 2016 New York, Stati Uniti Grand Slam 11 517 008 $ - Cemento 128S/128Q/64D/32X Singolare - Doppio - Doppio misto             | Bethanie Mattek-Sands Lucie Šafářová 2-6, 7–6(5), 6-4 | Caroline Garcia Kristina Mladenovic  | Serena Williams Caroline Wozniacki       | Simona Halep Ana Konjuh Anastasija Sevastova Roberta Vinci              |
| 29 agosto 5 settembre | US Open 2016 New York, Stati Uniti Grand Slam 11 517 008 $ - Cemento 128S/128Q/64D/32X Singolare - Doppio - Doppio misto             | Laura Siegemund Mate Pavić 6-4, 6-4                   | Coco Vandeweghe Rajeev Ram           | Serena Williams Caroline Wozniacki       | Simona Halep Ana Konjuh Anastasija Sevastova Roberta Vinci              |

### Settembre
| Settimana    | Torneo | Campionesse                                     | Finaliste                          | Semifinaliste                       | Eliminate ai quarti                                                  |
| ------------ | --- | ----------------------------------------------- | ---------------------------------- | ----------------------------------- | -------------------------------------------------------------------- |
| 12 settembre | Japan Women's Open Tennis 2016 Tokyo, Giappone WTA International 250 000 $ - Cemento - 32S/32Q/16D Singolare - Doppio         | Christina McHale 3-6, 6-4, 6-4                  | Kateřina Siniaková                 | Zhang Shuai Jana Čepelová           | Alison Riske Varvara Lepchenko Kurumi Nara Viktorija Golubic         |
| 12 settembre | Japan Women's Open Tennis 2016 Tokyo, Giappone WTA International 250 000 $ - Cemento - 32S/32Q/16D Singolare - Doppio         | Shūko Aoyama Makoto Ninomiya 6-3, 6-3           | Jocelyn Rae Anna Smith             | Zhang Shuai Jana Čepelová           | Alison Riske Varvara Lepchenko Kurumi Nara Viktorija Golubic         |
| 12 settembre | Coupe Banque Nationale 2016 Québec, Canada WTA International 250 000 $ - Sintetico indoor - 32S/24Q/16D Singolare - Doppio    | Océane Dodin 6-4, 6-3                           | Lauren Davis                       | Tereza Martincová Julia Boserup     | Alla Kudrjavceva Jessica Pegula Catherine Bellis Alison Van Uytvanck |
| 12 settembre | Coupe Banque Nationale 2016 Québec, Canada WTA International 250 000 $ - Sintetico indoor - 32S/24Q/16D Singolare - Doppio    | Andrea Hlaváčková Lucie Hradecká 7–6(2), 7–6(2) | Alla Kudrjavceva Aleksandra Panova | Tereza Martincová Julia Boserup     | Alla Kudrjavceva Jessica Pegula Catherine Bellis Alison Van Uytvanck |
| 19 settembre | Toray Pan Pacific Open 2016 Tokyo, Giappone WTA Premier 1 000 000 $ - Cemento - 28S/32Q/16D Singolare - Doppio                | Caroline Wozniacki 7–5, 6–3                     | Naomi Ōsaka                        | Elina Svitolina Agnieszka Radwańska | Garbiñe Muguruza Aljaksandra Sasnovič Magda Linette Mónica Puig      |
| 19 settembre | Toray Pan Pacific Open 2016 Tokyo, Giappone WTA Premier 1 000 000 $ - Cemento - 28S/32Q/16D Singolare - Doppio                | Sania Mirza Barbora Strýcová 6-1, 6-1           | Liang Chen Yang Zhaoxuan           | Elina Svitolina Agnieszka Radwańska | Garbiñe Muguruza Aljaksandra Sasnovič Magda Linette Mónica Puig      |
| 19 settembre | Korea Open 2016 Seul, Corea del Sud WTA International 250 000 $ - Cemento - 32S/32Q/16D Singolare - Doppio                    | Lara Arruabarrena 6-0, 2-6, 6-0                 | Monica Niculescu                   | Zhang Shuai Patricia Maria Tig      | Jana Čepelová Camila Giorgi Sara Sorribes Tormo Johanna Larsson      |
| 19 settembre | Korea Open 2016 Seul, Corea del Sud WTA International 250 000 $ - Cemento - 32S/32Q/16D Singolare - Doppio                    | Kirsten Flipkens Johanna Larsson 6-2, 6-3       | Akiko Ōmae Peangtarn Plipuech      | Zhang Shuai Patricia Maria Tig      | Jana Čepelová Camila Giorgi Sara Sorribes Tormo Johanna Larsson      |
| 19 settembre | Guangzhou International Women's Open 2016 Canton, Cina WTA International 250 000 $ - Cemento - 32S/24Q/16D Singolare - Doppio | Lesja Curenko 6-4, 3-6, 6-4                     | Jelena Janković                    | Anett Kontaveit Ana Konjuh          | Viktorija Golubic Alison Riske Jennifer Brady Sabine Lisicki         |
| 19 settembre | Guangzhou International Women's Open 2016 Canton, Cina WTA International 250 000 $ - Cemento - 32S/24Q/16D Singolare - Doppio | Asia Muhammad Peng Shuai 6-2, 7–6(3)            | Ol'ga Govorcova Vera Lapko         | Anett Kontaveit Ana Konjuh          | Viktorija Golubic Alison Riske Jennifer Brady Sabine Lisicki         |
| 26 settembre | Dongfeng Motor Wuhan Open 2016 Wuhan, Cina WTA Premier 5 2 513 000 $ - Cemento - 56S/32Q/16D Singolare - Doppio               | Petra Kvitová 6-1, 6-1                          | Dominika Cibulková                 | Simona Halep Svetlana Kuznecova     | Johanna Konta Madison Keys Agnieszka Radwańska Barbora Strýcová      |
| 26 settembre | Dongfeng Motor Wuhan Open 2016 Wuhan, Cina WTA Premier 5 2 513 000 $ - Cemento - 56S/32Q/16D Singolare - Doppio               | Bethanie Mattek-Sands Lucie Šafářová 6-1, 6-4   | Sania Mirza Barbora Strýcová       | Simona Halep Svetlana Kuznecova     | Johanna Konta Madison Keys Agnieszka Radwańska Barbora Strýcová      |
| 26 settembre | Tashkent Open 2016 Tashkent, Uzbekistan WTA International 250 000 $ - Cemento - 32S/16Q/16D Singolare - Doppio                | Kristýna Plíšková 6-3, 2-6, 6-3                 | Nao Hibino                         | Kateryna Kozlova Denisa Allertová   | Stefanie Vögele Irina Chromačëva Lesja Curenko Kirsten Flipkens      |
| 26 settembre | Tashkent Open 2016 Tashkent, Uzbekistan WTA International 250 000 $ - Cemento - 32S/16Q/16D Singolare - Doppio                | Raluca Olaru İpek Soylu 7-5, 6-3                | Demi Schuurs Renata Voráčová       | Kateryna Kozlova Denisa Allertová   | Stefanie Vögele Irina Chromačëva Lesja Curenko Kirsten Flipkens      |

### Ottobre
| Settimana  | Torneo | Campionesse                                       | Finaliste                            | Semifinaliste                          | Eliminate ai quarti |
| ---------- | --- | ------------------------------------------------- | ------------------------------------ | -------------------------------------- | --- |
| 3 ottobre  | China Open 2016 Pechino, Cina WTA Premier Mandatory 6 289 521 $ - Cemento - 60S/32Q/28D Singolare - Doppio                      | Agnieszka Radwańska 6-4, 6-2                      | Johanna Konta                        | Elina Svitolina Madison Keys           | Dar'ja Gavrilova Jaroslava Švedova Zhang Shuai Petra Kvitová |
| 3 ottobre  | China Open 2016 Pechino, Cina WTA Premier Mandatory 6 289 521 $ - Cemento - 60S/32Q/28D Singolare - Doppio                      | Bethanie Mattek-Sands Lucie Šafářová 6-4, 6-4     | Caroline Garcia Kristina Mladenovic  | Elina Svitolina Madison Keys           | Dar'ja Gavrilova Jaroslava Švedova Zhang Shuai Petra Kvitová |
| 10 ottobre | Tianjin Open 2016 Tientsin, Cina WTA International 500 000 $ - Cemento - 32S/24Q/16D Singolare - Doppio                         | Peng Shuai 7–6(3), 6-2                            | Alison Riske                         | Danka Kovinić Svetlana Kuznecova       | Agnieszka Radwańska Mónica Puig Han Xinyun Naomi Ōsaka |
| 10 ottobre | Tianjin Open 2016 Tientsin, Cina WTA International 500 000 $ - Cemento - 32S/24Q/16D Singolare - Doppio                         | Christina McHale Peng Shuai 7–6(8), 6-0           | Magda Linette Xu Yifan               | Danka Kovinić Svetlana Kuznecova       | Agnieszka Radwańska Mónica Puig Han Xinyun Naomi Ōsaka |
| 10 ottobre | Hong Kong Open 2016 Hong Kong, Cina WTA International 250 000 $ - Cemento - 32S/24Q/16D Singolare - Doppio                      | Caroline Wozniacki 6-1, 6(4)–7, 6-2               | Kristina Mladenovic                  | Daria Gavrilova Jelena Janković        | Angelique Kerber Bethanie Mattek-Sands Wang Qiang Alizé Cornet |
| 10 ottobre | Hong Kong Open 2016 Hong Kong, Cina WTA International 250 000 $ - Cemento - 32S/24Q/16D Singolare - Doppio                      | Chan Hao-ching Chan Yung-jan 6-3, 6-1             | Naomi Broady Heather Watson          | Daria Gavrilova Jelena Janković        | Angelique Kerber Bethanie Mattek-Sands Wang Qiang Alizé Cornet |
| 10 ottobre | Generali Ladies Linz 2016 Linz, Austria WTA International 250 000 $ - Cemento indoor - 32S/32Q/16D Singolare - Doppio           | Dominika Cibulková 6-3, 7-5                       | Viktorija Golubic                    | Madison Keys Carla Suárez Navarro      | Garbiñe Muguruza Océane Dodin Denisa Allertová Anastasija Pavljučenkova |
| 10 ottobre | Generali Ladies Linz 2016 Linz, Austria WTA International 250 000 $ - Cemento indoor - 32S/32Q/16D Singolare - Doppio           | Kiki Bertens Johanna Larsson 4-6, 6-2, [10-7]     | Anna-Lena Grönefeld Květa Peschke    | Madison Keys Carla Suárez Navarro      | Garbiñe Muguruza Océane Dodin Denisa Allertová Anastasija Pavljučenkova |
| 17 ottobre | Kremlin Cup 2016 Mosca, Russia WTA Premier 753 000 $ - Cemento indoor - 28S/32Q/16D Singolare - Doppio                          | Svetlana Kuznecova 6–2, 6–1                       | Daria Gavrilova                      | Elina Svitolina Julia Görges           | Tímea Babos Ana Konjuh Dar'ja Kasatkina Anastasija Pavljučenkova |
| 17 ottobre | Kremlin Cup 2016 Mosca, Russia WTA Premier 753 000 $ - Cemento indoor - 28S/32Q/16D Singolare - Doppio                          | Andrea Hlaváčková Lucie Hradecká 4-6, 6-0, [10-7] | Daria Gavrilova Dar'ja Kasatkina     | Elina Svitolina Julia Görges           | Tímea Babos Ana Konjuh Dar'ja Kasatkina Anastasija Pavljučenkova |
| 17 ottobre | BGL Luxembourg Open 2016 Lussemburgo, Lussemburgo WTA International 250 000 $ - Cemento indoor - 32S/32Q/16D Singolare - Doppio | Monica Niculescu 6-4, 6-0                         | Petra Kvitová                        | Lauren Davis Kiki Bertens              | Johanna Larsson Andrea Petković Denisa Allertová Caroline Wozniacki |
| 17 ottobre | BGL Luxembourg Open 2016 Lussemburgo, Lussemburgo WTA International 250 000 $ - Cemento indoor - 32S/32Q/16D Singolare - Doppio | Kiki Bertens Johanna Larsson 4-6, 7-5, [11-9]     | Monica Niculescu Patricia Maria Tig  | Lauren Davis Kiki Bertens              | Johanna Larsson Andrea Petković Denisa Allertová Caroline Wozniacki |
| 24 ottobre | WTA Finals 2016 Singapore Torneo di fine anno 7 000 000 $ - Cemento indoor - 8S (RR)/8D Singolare - Doppio                      | Dominika Cibulková 6-3, 6-4                       | Angelique Kerber                     | Agnieszka Radwańska Svetlana Kuznecova | Round Robin Gruppo Rosso Simona Halep Madison Keys Gruppo Bianco Karolína Plíšková Garbiñe Muguruza                                                                                       |
| 24 ottobre | WTA Finals 2016 Singapore Torneo di fine anno 7 000 000 $ - Cemento indoor - 8S (RR)/8D Singolare - Doppio                      | Ekaterina Makarova Elena Vesnina 7–6(5), 6-3      | Bethanie Mattek-Sands Lucie Šafářová | Agnieszka Radwańska Svetlana Kuznecova | Round Robin Gruppo Rosso Simona Halep Madison Keys Gruppo Bianco Karolína Plíšková Garbiñe Muguruza                                                                                       |
| 31 ottobre | WTA Elite Trophy 2016 Zhuhai, Cina Torneo di fine anno 2 150 000 $ – Cemento indoor – 12S (RR)/6D (RR) Singolare - Doppio       | Petra Kvitová 6-4, 6-2                            | Elina Svitolina                      | Johanna Konta Zhang Shuai              | Round Robin Gruppo Azalea Caroline Garcia Samantha Stosur Gruppo Camelia Timea Bacsinszky Tímea Babos Gruppo Peonia Barbora Strýcová Roberta Vinci Gruppo Rosa Elena Vesnina Kiki Bertens |
| 31 ottobre | WTA Elite Trophy 2016 Zhuhai, Cina Torneo di fine anno 2 150 000 $ – Cemento indoor – 12S (RR)/6D (RR) Singolare - Doppio       | İpek Soylu Xu Yifan 6-4, 3-6, [10-7]              | Yang Zhaoxuan You Xiaodi             | Johanna Konta Zhang Shuai              | Round Robin Gruppo Azalea Caroline Garcia Samantha Stosur Gruppo Camelia Timea Bacsinszky Tímea Babos Gruppo Peonia Barbora Strýcová Roberta Vinci Gruppo Rosa Elena Vesnina Kiki Bertens |

### Novembre
| Settimana  | Torneo                                                     | Campionesse   | Finaliste | Semifinaliste | Eliminate ai quarti |
| ---------- | ---------------------------------------------------------- | ------------- | --------- | ------------- | ------------------- |
| 7 novembre | Fed Cup 2016 - Finale Strasburgo, Francia - cemento indoor | Rep. Ceca 3-2 | Francia   |               |                     |

## Distribuzione punti
| Descrizione                | W     | F     | SF              | QF                                                                       | R16                                                                      | R32                                                                      | R64                                                                      | R128                                                                     | QLFR                                                                     | Q3                                                                       | Q2 | Q1 |
| -------------------------- | ----- | ----- | --------------- | ------------------------------------------------------------------------ | ------------------------------------------------------------------------ | ------------------------------------------------------------------------ | ------------------------------------------------------------------------ | ------------------------------------------------------------------------ | ------------------------------------------------------------------------ | ------------------------------------------------------------------------ | -- | -- |
| Grand Slam (S)             | 2000  | 1300  | 780             | 430                                                                      | 240                                                                      | 130                                                                      | 70                                                                       | 10                                                                       | 40                                                                       | 30                                                                       | 20 | 2  |
| Grand Slam (D)             | 2000  | 1300  | 780             | 430                                                                      | 240                                                                      | 130                                                                      | 10                                                                       | -                                                                        | 48                                                                       | -                                                                        | -  | -  |
| WTA Tour Championships (S) | 1500* | 1050* | 690*            | (230 per ogni match del girone vinto 70 per ogni match del girone perso) | (230 per ogni match del girone vinto 70 per ogni match del girone perso) | (230 per ogni match del girone vinto 70 per ogni match del girone perso) | (230 per ogni match del girone vinto 70 per ogni match del girone perso) | (230 per ogni match del girone vinto 70 per ogni match del girone perso) | (230 per ogni match del girone vinto 70 per ogni match del girone perso) | (230 per ogni match del girone vinto 70 per ogni match del girone perso) | -  | -  |
| WTA Tour Championships (D) | 1500  | 1050  | 690             | 460                                                                      | -                                                                        | -                                                                        | -                                                                        | -                                                                        | -                                                                        | -                                                                        | -  | -  |
| Premier Mandatory (96S)    | 1000  | 650   | 390             | 215                                                                      | 120                                                                      | 65                                                                       | 35                                                                       | 10                                                                       | 30                                                                       | -                                                                        | 20 | 2  |
| Premier Mandatory (64S)    | 1000  | 650   | 390             | 215                                                                      | 120                                                                      | 65                                                                       | 10                                                                       | -                                                                        | 30                                                                       | -                                                                        | 20 | 2  |
| Premier Mandatory (28/32D) | 1000  | 650   | 390             | 215                                                                      | 120                                                                      | 10                                                                       | -                                                                        | -                                                                        | -                                                                        | -                                                                        | -  | -  |
| Premier 5 (56S)            | 900   | 585   | 350             | 190                                                                      | 105                                                                      | 60                                                                       | 1                                                                        | -                                                                        | 30                                                                       | 20                                                                       | 12 | 1  |
| Premier 5 (28D)            | 900   | 585   | 350             | 190                                                                      | 105                                                                      | 1                                                                        | -                                                                        | -                                                                        | -                                                                        | -                                                                        | -  | -  |
| Olimpiade (64S)            | 685   | 470   | 340(3a) 260(4a) | 175                                                                      | 95                                                                       | 55                                                                       | 1                                                                        | -                                                                        | -                                                                        | -                                                                        | -  | -  |
| Olimpiade (32D)            | 685   | 470   | 340(3a) 260(4a) | 175                                                                      | 95                                                                       | 1                                                                        | -                                                                        | -                                                                        | -                                                                        | -                                                                        | -  | -  |
| WTA Elite Trophy           | 700*  | 440*  | 240*            | (120 per ogni match del girone vinto 40 per ogni match del girone perso) | (120 per ogni match del girone vinto 40 per ogni match del girone perso) | (120 per ogni match del girone vinto 40 per ogni match del girone perso) | (120 per ogni match del girone vinto 40 per ogni match del girone perso) | (120 per ogni match del girone vinto 40 per ogni match del girone perso) | (120 per ogni match del girone vinto 40 per ogni match del girone perso) | (120 per ogni match del girone vinto 40 per ogni match del girone perso) | -  | -  |
| Premier (56S)              | 470   | 305   | 185             | 100                                                                      | 55                                                                       | 30                                                                       | 1                                                                        | -                                                                        | 12                                                                       | -                                                                        | 8  | 1  |
| Premier (32S)              | 470   | 305   | 185             | 100                                                                      | 55                                                                       | 1                                                                        | -                                                                        | -                                                                        | 25                                                                       | 16                                                                       | 10 | 1  |
| Premier (16D)              | 470   | 305   | 185             | 100                                                                      | 1                                                                        | -                                                                        | -                                                                        | -                                                                        | -                                                                        | -                                                                        | -  | -  |
| International (56S)        | 280   | 180   | 110             | 60                                                                       | 30                                                                       | 15                                                                       | 1                                                                        | -                                                                        | 10                                                                       | -                                                                        | 6  | 1  |
| International (32S)        | 280   | 180   | 110             | 60                                                                       | 30                                                                       | 1                                                                        | -                                                                        | -                                                                        | 18                                                                       | 14                                                                       | 10 | 1  |
| International (16D)        | 280   | 180   | 110             | 60                                                                       | 1                                                                        | -                                                                        | -                                                                        | -                                                                        | -                                                                        | -                                                                        | -  | -  |

- Quota punti vinta con nessuna partita persa nel round robin.

## Ranking a fine anno
Nella tabella riportata sono presenti le prime dieci tenniste a fine stagione.

### Singolare
| #   | Giocatrice          | Punti | Rank. 2015 | /  |
| 1.  | Angelique Kerber    | 9.080 | 10         | 9  |
| 2.  | Serena Williams     | 7.050 | 1          | 1  |
| 3.  | Agnieszka Radwańska | 5.600 | 5          | 2  |
| 4.  | Simona Halep        | 5.228 | 2          | 2  |
| 5.  | Dominika Cibulková  | 4.875 | 38         | 33 |
| 6.  | Karolína Plíšková   | 4.600 | 11         | 5  |
| 7.  | Garbiñe Muguruza    | 4.236 | 3          | 4  |
| 8.  | Madison Keys        | 4.137 | 18         | 10 |
| 9.  | Svetlana Kuznecova  | 4.115 | 25         | 16 |
| 10. | Johanna Konta       | 3.640 | 47         | 37 |

Nel corso della stagione due giocatrici hanno occupato la prima posizione:
- S. Williams = fine 2015 – 11 settembre 2016
- Kerber = 12 settembre – fine anno

### Doppio
| #   | Giocatrice            | Punti | Rank. 2015 | /       |
| 1.  | Sania Mirza           | 7.815 | 1          | Stabile |
| 2.  | Kristina Mladenovic   | 7.360 | 9          | 7       |
| 2.  | Caroline Garcia       | 7.360 | 14         | 12      |
| 4.  | Martina Hingis        | 7.300 | 2          | 2       |
| 5.  | Bethanie Mattek-Sands | 6.735 | 3          | 2       |
| 6.  | Lucie Šafářová        | 5.422 | 4          | 2       |
| 7.  | Elena Vesnina         | 5.315 | 8          | 1       |
| 8.  | Ekaterina Makarova    | 4.721 | 10         | 1       |
| 9.  | Andrea Hlavackova     | 4.300 | 20         | 11      |
| 10. | Lucie Hradecká        | 4.140 | 17         | 7       |

Nel corso della stagione due giocatrici hanno occupato la prima posizione:
- Mirza = fine 2015 – 17 gennaio 2016
- Mirza /  Hingis = 18 gennaio – 21 agosto
- Mirza = 22 agosto – fine anno